# Anii 220 î.Hr.
Secole: Secolul al IV-lea î.Hr. - Secolul al III-lea î.Hr. - Secolul al II-lea î.Hr.
Decenii: Anii 270 î.Hr. Anii 260 î.Hr. Anii 250 î.Hr. Anii 240 î.Hr. Anii 230 î.Hr. - Anii 220 î.Hr. - Anii 210 î.Hr. Anii 200 î.Hr. Anii 190 î.Hr. Anii 180 î.Hr. Anii 170 î.Hr.
Anii: 230 î.Hr. | 229 î.Hr. | 228 î.Hr. | 227 î.Hr. | 226 î.Hr. | 225 î.Hr. | 224 î.Hr. | 223 î.Hr. | 222 î.Hr. | 221 î.Hr. | 220 î.Hr.
Evenimente